# Killpop
«Killpop» es una canción de la banda estadounidense de heavy metal Slipknot, lanzada como el cuarto sencillo de su quinto álbum de estudio .5: The Gray Chapter lanzado el 28 de abril de 2015.
La canción se lanzó por primera vez como sencillo promocional el 16 de octubre de 2014. Fue el quinto sencillo promocional y el cuarto sencillo general lanzado del álbum. La canción recibió un lanzamiento sencillo minorista en abril de 2015.

## Antecedentes
La canción se filtró dos semanas antes de que la banda la lanzara oficialmente el 16 de octubre de 2014. Cuando la banda la lanzó oficialmente, contaba con una portada original como los otros sencillos promocionales lanzados antes. Cuando WGRD 97.9 le preguntó al líder Corey Taylor sobre "Killpop", Taylor dijo:

"Sabes, lo gracioso es que en las últimas semanas he entendido la interpretación de todo el mundo sobre lo que significa esa canción para ellos, y no se parece en nada a lo que yo escribí. Así que es interesante escuchar las interpretaciones de la gente sobre lo que estoy cantando. Y seré sincero: la canción es mi reflejo de mi relación con la música. Esa es la persona que es. Y no solo la música, sino la industria musical en general. Así que hay una relación de amor-odio que realmente se hace evidente. Está el viejo dicho: "Ten cuidado con lo que deseas" y "Ten cuidado al hacer lo que amas, porque a veces se volverá en tu contra". "Y, ya sabes, cada vez que mezclas algo que te encanta con el mundo de los negocios, vas a encontrar grietas oxidadas que te sacan de quicio. Así que esa canción, en realidad, habla de lo mucho que todavía me encanta hacer música, pero también de lo mucho que odio el lado comercial, el lado de los números, la gente de traje que intenta dirigir las cosas, y tener que lidiar con ellos y tener que aprender a hablar con ellos. Y, ya sabes, a veces es frustrante, pero es lo que es. Y, por suerte, obtuvimos una gran canción a partir de ella, y pudimos pintar algo realmente genial con ella y simplemente poder ponerla ahí para que la gente la disfrute".

## Video musical
Después del lanzamiento de .5: The Gray Chapter, Corey Taylor declaró que "Killpop" sería la próxima canción del álbum en tener un video musical. No se publicó ninguna información sobre el video entre el momento en que Taylor dijo que la canción tendría un video musical (alrededor de noviembre de 2014) y el 7 de junio de 2015, cuando el Twitter oficial de la banda reveló que el video musical se lanzaría el 8 de junio. El video musical cambia entre imágenes de los miembros de la banda y dos mujeres pintadas deambulando por un edificio abandonado. Además de mostrarse tocando juntos, cada miembro de la banda también se muestra en su propia escena, ya sea tocando su instrumento en una habitación vacía o deambulando por el edificio abandonado. Las dos mujeres se muestran reflejando los movimientos de la otra y aparecen en las escenas de algunos de los miembros de la banda. Las dos mujeres en el video son Shauna y Shannon Baker, también conocidas como The Baker Twins. Al igual que otros videos de Slipknot, "Killpop" fue dirigido por Shawn Crahan. Fue el último video musical de Slipknot en el que participó el percusionista Chris Fehn antes de su salida de la banda el 18 de marzo de 2019.
En febrero de 2022, la canción tenía 113 millones de visitas en YouTube.